# Cratere Skeggold
Skeggold è un cratere sulla superficie di Callisto.